# J.R.R. Tolkien
John Ronald Reuel Tolkien, CBE (wym. [dʒɒn ˈɹʷɒnld ˈɹʷuːəl ˈtʰɒlkiːn]; ur. 3 stycznia 1892 w Bloemfontein w Oranii, zm. 2 września 1973 w Bournemouth) – brytyjski pisarz oraz profesor filologii klasycznej i literatury staroangielskiej na Uniwersytecie Oksfordzkim. Jako autor powieści Władca Pierścieni, której akcja rozgrywa się w mitycznym świecie Śródziemia, spopularyzował literaturę fantasy.
Jest autorem wielu dzieł rozgrywających się w Śródziemiu: powieści Hobbit, czyli tam i z powrotem, Władca Pierścieni, Silmarillion (nieuporządkowanego jako spójna całość narracyjna przez Ronalda – książkę przygotował do druku jego syn Christopher Tolkien) oraz kilku krótkich form, opowiadań niezwiązanych lub luźno związanych z wielką mitologią, tzw. Legendarium Śródziemia (zawartej w 12-tomowej Historii Śródziemia, opracowanej i wydanej przez Christophera Tolkiena).
Opublikował ponad 100 prac z dziedziny filologii i literatury dawnej, współpracował przy powstaniu największego słownika języka angielskiego, wydawanego zaraz po I wojnie światowej, Oxford English Dictionary. Znał (w różnym stopniu) ponad 30 języków m.in. łacinę, nordycki, staroislandzki, anglosaski czy staroirlandzki.
Był trzykrotnie nominowany do literackiej nagrody Nobla (w latach: 1961, 1967, 1969), lecz jego kandydatura została odrzucona ze względu na brak umiejętności opowiadania historii. Prozę Tolkiena Akademia uznała za drugorzędną i niemającą nic wspólnego z pisarstwem wysokiej jakości („the result has not in any way measured up to storytelling of the highest quality”).

## Życiorys

### Dzieciństwo

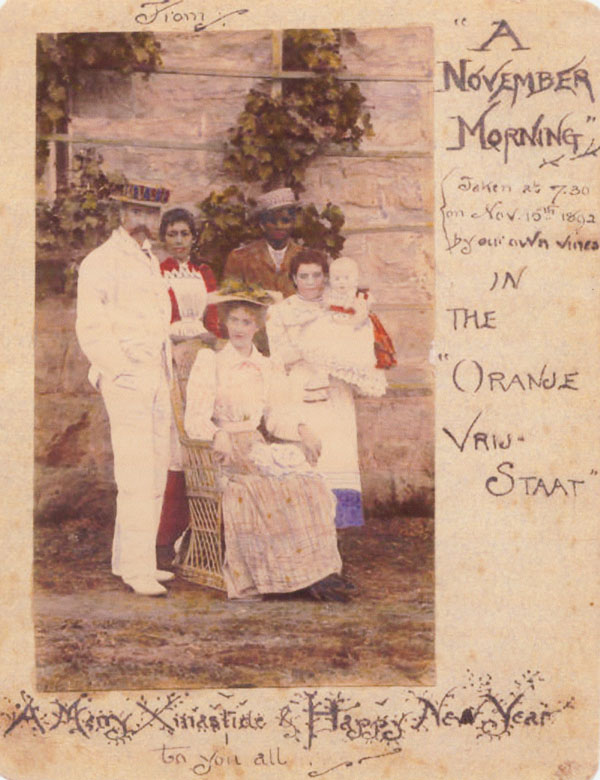
Kartka świąteczna z rodziną Tolkiena, Bloemfontein, 1892

J.R.R. Tolkien urodził się w angielskiej rodzinie w 1892 jako syn bankiera Arthura Tolkiena i jego żony Mabel Suffield. Przyszedł na świat w Bloemfontein w Wolnym Państwie Oranii (obecnie Południowa Afryka), gdzie jego ojciec był urzędnikiem (od 1890 kierownikiem) w filii Bank of Africa. Gdy miał rok, został ukąszony przez tarantulę. Według samego Tolkiena nie zaczął się na skutek tego wydarzenia bać pająków, ale olbrzymie, jadowite pająki pojawiają się wielokrotnie w jego dziełach.
W 1895 roku Tolkien przyjechał z matką, która niezbyt dobrze znosiła afrykański klimat, i młodszym bratem Hilarym (ur. 1894) do Birmingham w Anglii, do swojej rodziny. Nawiązał dość bliski kontakt z jej ojcem, Johnem Suffieldem i czuł się mocniej związany z rodziną Suffieldów. Przyczyniła się do tego także śmierć ojca, zmarłego z powodu ciężkiego wewnętrznego krwotoku, 15 lutego 1896, a pół roku później, zdruzgotanego śmiercią syna, drugiego dziadka młodego Johna Ronalda, Johna Benjamina Tolkiena.
Śmierć Arthura Tolkiena spowodowała poważne problemy finansowe jego żony i synów. Mabel Tolkien wyprowadziła się wtedy do Sarehole Mill na przedmieściach Birmingham, w okolicę wówczas jeszcze nietkniętą przez przemysł. Kolejne cztery lata dzieciństwa Tolkien spędził właśnie w tej wiejskiej idylli, która stała się później inspiracją dla Shire, części jego mitycznego świata. Tutaj usłyszał też po raz pierwszy słowo gamgee, w miejscowym dialekcie oznaczające watę, i wykorzystał je potem jako nazwisko jednego z hobbitów w swoim głównym dziele Władca Pierścieni.
Matka Tolkiena, która w roku 1899 wbrew woli rodziców i teściów przeszła na katolicyzm. Mabel Tolkien sama uczyła synów, w szczególności języków (łaciny i francuskiego). Tolkien umiał czytać w wieku czterech lat i wcześnie wykazywał zdolności językowe; lubił też rysować, nie interesowała go natomiast gra na pianinie. Mabel zapoznała go także z książką Lewisa Carolla Alicja w Krainie Czarów, z legendą o Królu Arturze oraz z bajkami Andrew Langa, w których to po raz pierwszy usłyszał o nordyckich sagach o Balmungu.
Między 1900 a 1902 wielokrotnie przeprowadzał się po Birmingham, najpierw do dzielnicy Moseley (którą Tolkien zapamiętał jako „okropną”), potem do King’s Heath, gdzie poprzez napisy na węglarkach przejeżdżających za jego domem po raz pierwszy natknął się na język walijski, który go zaintrygował do tego stopnia, by odnaleźć książki w tym języku, z których wszakże nic nie zrozumiał. Potem ostatecznie przeprowadził się do Edgbaston. Ponieważ wszystkie te miejsca charakteryzowały się miejską atmosferą, naznaczone wiejskim życiem dzieciństwo Tolkiena należało już wówczas do przeszłości. Był to też okres, w którym Tolkien często zmieniał szkoły: najpierw został przyjęty do King Edward’s School, w 1902 roku przeniósł się do St. Philips Grammar School, aby w rok później wrócić do King Edward’s z przyznanym stypendium. Tam dzięki mocno zaangażowanemu nauczycielowi, George’owi Brevertonowi, oprócz klasycznej łaciny i greki, zainteresował się też historią języka angielskiego; Breverton zachęcał uczniów do używania starych angielskich słów i czytał im dawne dzieła w języku średnioangielskim, m.in. Chaucera.
14 listopada 1904 roku matka dwunastoletniego Tolkiena zmarła po sześciodniowej śpiączce cukrzycowej. Wywarło to duży wpływ na jego charakter i stosunek do religii.

### Młodość
Obaj bracia przeszli pod opiekę Francisa Morgana, księdza zaprzyjaźnionego z ich matką, który ulokował ich najpierw u ich ciotki Beatrice Bartlett, a później u znajomej gospodyni pensjonatu. Tam w 1908 roku Tolkien poznał swoją przyszłą żonę, Edith Bratt. Potajemny romans wkrótce jednak wykryto i Tolkien został zmuszony przez księdza, aby zrezygnował z widywania się z Edith aż do osiągnięcia pełnoletności, czyli dwudziestego pierwszego roku życia (co oznaczało ponad trzyletnią rozłąkę).
Latem 1911 roku Tolkien wraz z przyjaciółmi: Christopherem Wisermanem, Robertem Quilterem Gilsonem oraz Geoffreyem Bache Smithem założył tak zwane T.C.B.S., czyli Tea Club – Barrovian Society, nieformalne stowarzyszenie, którego członkowie spotykali się regularnie najpierw w szkolnej bibliotece, a potem na Barrow’s Street, aby wspólnie podyskutować o literaturze. Mniej więcej w tym czasie Tolkien zaczął na poważnie pisywać wiersze, w których po raz pierwszy pojawiły się tańczące leśne wróżki (fairies). Możliwym impulsem do tego mogły być mistyczne utwory katolickiego poety Francisa Thompsona, z którymi Tolkien miałby według istniejących dowodów zaznajomić się w tym czasie. Inną możliwością jest duże wrażenie, jakie zrobiło na nim przedstawienie Piotrusia Pana, autorstwa J.M. Barriego.
W grudniu 1910 udało mu się, w drugim podejściu, po niepowodzeniu w roku 1909, uzyskać stypendium Exeter College w Oksfordzie. Zapewnił sobie w ten sposób najbliższą przyszłość i z tym przeświadczeniem wkroczył w kolejne lata życia szkolnego. Mimo późniejszej niechęci do teatru Tolkien wziął udział w przedstawieniu na podstawie sztuki Arystofanesa pt. Pokój w roli Hermesa (po zakończeniu, za kulisami, odtańczył dla rozrywki kolegów „ekstatyczny taniec bachiczny”).
Okres pomiędzy ukończeniem szkoły a początkiem studiów w Oksfordzie Tolkien spędził ze swoim bratem i przyjaciółmi na wędrówkach po Szwajcarii. Pocztówka zatytułowana Duch gór (Der Berggeist), przedstawiająca siedzącego na skale pod sosną starca (obraz niemieckiego malarza dzieł mistycznych Josefa Madlenera z Memmingen) stała się – według późniejszych wypowiedzi pisarza – inspiracją do stworzenia postaci Gandalfa – czarodzieja zamieszkującego w Śródziemiu.

### Studia
W październiku 1911 roku Tolkien podjął studia na Exeter College w Oksfordzie, początkowo w zakresie języków klasycznych – łaciny i greki – oraz ich literatury. Jego zainteresowanie budziło jedynie językoznawstwo porównawcze. Pod okiem profesora tego przedmiotu, Josepa Wrighta, Tolkien zyskał możliwość zajmowania się językiem walijskim, czemu się poświęcił. Po dwóch latach nauki i niesatysfakcjonujących wynikach z egzaminu okresowego za namową Kolegium Exeter, gdzie zauważono jego zainteresowanie językami germańskimi, zmienił dotychczasowy fakultet na studia anglistyczne, które ukończył w 1915 roku uzyskując pierwszą lokatę.
Po dwutygodniowym wypoczynku w pułku kawalerii King Edward’s Horse latem 1912 roku, gdzie większą część czasu spędził w siodle, powrócił do Oksfordu. Niedługo później zajął się językiem fińskim. Zainteresowanie to wpłynęło na jego decyzję, aby na tym właśnie języku, zamiast na gockim, oprzeć tworzony przez siebie sztuczny język. Tak powstał wiele lat później język quenya, który stał się mową elfów w mitologicznym tolkienowskim świecie Śródziemiu.
Święta Bożego Narodzenia roku 1912 Tolkien spędził u krewnych, gdzie zgodnie z szeroko rozpowszechnionym zwyczajem angielskim wystawił sztukę pt. Ogar, kucharz i sufrażystka, której był jednocześnie autorem i głównym bohaterem. Jest to rzecz godna wspomnienia, zważywszy na jego późniejszą niechęć do dramatu. 3 stycznia 1913, w dniu osiągnięcia pełnoletniości, po raz pierwszy od dłuższego czasu napisał do swojej młodzieńczej miłości Edith. Ta była już jednak zaręczona z bratem jednej ze szkolnych koleżanek. Tolkien przeżywał długo ten fakt, lecz po wielokrotnym przeczytaniu listu, zauważył, że Edith napisała, iż zaręczyła się, gdyż ów mężczyzna „był dla niej dobry”. Ten szczegół skłonił młodego Ronalda do napisania kolejnego listu do Edith. Gdy spotkali się, jeszcze tego samego dnia zapadła decyzja o zerwaniu zaręczyn i młodzi kochankowie ponownie byli ze sobą. Rok później, po wstąpieniu Edith do Kościoła katolickiego, odbyły się uroczyste zaręczyny, a po kolejnych dwóch latach, 22 marca 1916, ślub.
W ramach wymagającego staroangielskiego kanonu literackiego przeczytał tam zbiór literatury religijnej pt. Crist anglosaskiego pisarza Cynewulfa (wczesny wiek VIII), w którym szczególnie dwa wersy wywarły na niego długotrwały wpływ:

Eala Earendel engla beorhtast

ofer middangeard monnum sended
Witaj, Earendelu, najjaśniejszy z aniołów,

ponad śródziemie posłany do ludzi

Słowo „middangeard” lub „Śródziemie” oznacza tu świat ludzi. Tłumaczone tradycyjnie jako „promień świetlny” słowo „Earendel” odnosiło się w przekonaniu Tolkiena do gwiazdy porannej Wenus, która, pojawiając się na niebie, oznajmia koniec nocy i nastanie dnia. Rok później w 1914 napisał wiersz The Voyage of Earendel the Evening Star, który jest zarodkiem mitologii Śródziemia.
Dalej okres studiów przebiegał już spokojnie, Tolkien nadal spotykał się z przyjaciółmi z T.C.B.S., którzy umacniali go w wysiłkach poetyckich. Anegdota z tego okresu rzuca światło na charakterystyczny, także później, sposób pracy Tolkiena: na pytanie przyjaciela G.B. Smitha o tło jego wiersza o Earendelu Tolkien odpowiedział: „I don’t know. I’ll try to find out”. – „Nie wiem. Spróbuję je odnaleźć”. Takie pojmowanie pisania, nie jako tworzenia czegoś nowego, lecz jako odkrywczej podróży, pozostało charakterystyczne dla niego przez całe jego życie. W roku 1915, w drugim tygodniu czerwca, Tolkien ukończył studia. Tym razem wybór kierunku okazał się trafny – za swoje wyniki Tolkien uzyskał wyróżnienie First Class Honours.

### Udział w I wojnie światowej
Tolkien został powołany do 11. batalionu regimentu Strzelców z Lancashire i w ramach czynnej służby na linii frontu od lata 1916 roku wziął udział m.in. w bitwie nad Sommą, najbardziej krwawej spośród bitew I wojny światowej. Jak sam kilkakrotnie podkreślał m.in. w przedmowie do Władcy Pierścieni, doświadczenia wojny miały na jego twórczość wpływ mały lub zgoła żaden.
27 października 1916 u Tolkiena ujawniły się symptomy gorączki okopowej i 8 listopada pisarz został wysłany do Anglii na leczenie.
Kiedy wracał do zdrowia, najpierw w Birmingham, potem w Great Haywood, dowiedział się o śmierci towarzysza z T.C.B.S., G.B. Smitha, a wcześniej, jeszcze we Francji, o śmierci kolegi ze szkoły, Roba Gilsona. Ostatni list Smith zakończył słowami: Niech Bóg Cię błogosławi, mój drogi Johnie Ronaldzie, i oby dane Ci było mówić o prawach, o których ja próbowałem powiedzieć, jeszcze długo po tym, gdy mnie zabraknie – jeśli taki przypadnie mi los. Dla Tolkiena słowa te były wezwaniem do napisania czegoś wielkiego co ostatecznie zostało wydane jako Silmarillion.
Tolkien przystąpił do realizacji projektu – napisania skończonego cyklu sag, rozpoczynającego się od stworzenia świata. Wraz ze spisaniem Księgi zaginionych opowieści, opublikowanej w tej formie dopiero później przez syna Tolkiena Christophera, powstały większe części mitologii, którą pisarz rozwinął i wydał w zbiorze Silmarillion.
W tekstach tych Tolkien po raz pierwszy użył stworzonych przez siebie języków, szczególnie quenya, bazującego na języku fińskim, oraz sindarinu, opartego na języku walijskim. Oba języki osadzone zostały w Śródziemiu jako mowa Elfów.
W tym czasie zdrowie pisarza było nadwątlone i cały czas towarzyszyła mu też groźba powrotu na front. Przeniesiony czasowo do Yorkshire, wkrótce zachorował i został wysłany do sanatorium w Harrogate. Kiedy odzyskał zdrowie, przeniesiono go do wojskowej szkoły sygnalizacji na północnym zachodzie, gdzie po jej ukończeniu zachorował ponownie i tym razem trafił do szpitala dla oficerów w Kingston upon Hull.
Tymczasem 16 listopada 1917 roku Edith urodziła ich pierwszego syna, którego na cześć księdza Francisa nazwano John Francis Reuel. W kolejnych latach urodzili się: w październiku 1920 – Michael Hilary Reuel, w listopadzie 1924 – Christopher John Reuel, wreszcie w czerwcu 1929 roku córka Priscilla Mary Anne Reuel. Pomimo trudnego porodu Tolkien mógł widzieć się z żoną dopiero po otrzymaniu przepustki. Wspólny czas spędzali na spacerach w okolicznych lasach, gdzie Edith śpiewała i tańczyła dla Tolkiena. Ten okres stanowił inspirację dla opowieści o wielkiej miłości śmiertelnika Berena i pięknej, nieśmiertelnej elfki Lúthien, która jest częścią Silmarillionu.
Kiedy na początku 1918 roku Tolkiena przeniesiono do Penkridge w hrabstwie Staffordshire, a następnie z powrotem do Hull, pisarz zachorował ponownie i raz jeszcze trafił do szpitala oficerskiego. Wykorzystał ten czas, aby poza tworzeniem mitologii nauczyć się także trochę języka rosyjskiego. Po zwolnieniu ze szpitala w październiku wiadomo już było, że wojna ma się ku końcowi. W poszukiwaniu pracy Tolkien zwrócił się do swojego dawnego nauczyciela z Oksfordu Williama Craigiego, który zatrudnił go do pracy nad New English Dictionary na posadzie młodszego leksykografa. Tolkien mógł więc w listopadzie 1918 roku przeprowadzić się do Oxfordu z żoną i dzieckiem.

### Wczesne lata w zawodzie
Mimo pewnej dozy ironii w satyrze Tolkiena Rudy Dżil i jego pies, dotyczącej okresu pracy nad New English Dictionary, czas ten można uznać za szczęśliwy dla autora. Po raz pierwszy, mieszkając razem z Edith we własnym domu, Tolkien czuł intelektualną satysfakcję ze swojej pracy. Jak się później wyraził, w tym krótkim okresie pracy nad słownikiem nauczył się więcej niż kiedykolwiek w życiu. Przygotowywanie słownika nie zajmowało mu całych dni, miał więc czas na inne zajęcia m.in. udzielał odpłatnych korepetycji studentom. Dzięki zaoszczędzonym pieniądzom w 1920 roku Tolkien mógł zrezygnować z pracy nad New English Dictionary. Chociaż jego sytuacja materialna była zadowalająca, Tolkien nigdy nie porzucił marzeń o karierze akademickiej. Ku jego zaskoczeniu latem 1920 roku pojawiła się możliwość ich realizacji: na Uniwersytecie w Leeds zwolniło się stanowisko wykładowcy języka angielskiego. Początkowo Tolkien nastawiony był sceptycznie do tej szansy, jednak w końcu otrzymał tę posadę. Oznaczało to jednak kolejną rozłąkę z Edith, która, zanim przeprowadziła się do męża, pozostała z synami w Oksfordzie do 1921 roku.
Przełożeni wstępnie powierzyli Tolkienowi ułożenie planu studiów dla języka staro- i średnioangielskiego. Oprócz tego Tolkien pracował ze swoim kolegą Erykiem V. Gordonem nad nowym wydaniem średniowiecznego wiersza Pan Gawen i Zielony Rycerz. Tolkien był odpowiedzialny za tekst i glosariusz, a Gordon za przypisy. Gordon wymusił szybkie tempo, przez co poemat wydano już w 1925 roku. Niedługo później zostało uznane za znaczący wkład do średnioangielskiej filologii. Także w życiu prywatnym koledzy spędzali ze sobą dużo czasu. Razem z grupą studentów założyli „Klub Wikingów”, którego celem były przede wszystkim częste spotkania zakrapiane piwem przy śpiewie staronordyckich piosenek pijackich, w tym dość sprośnych przyśpiewek w języku staroangielskim. Po czterech latach w Leeds w roku 1924 pisarz otrzymał awans na profesora.
W tym okresie Tolkien pisał wiele wierszy. Na przykład The Dragon’s Visit opisujący zniszczenia spowodowanego przez smoka, który później spotkał pannę Baggins. Kolejny wiersz Glip opowiada o odrażającej istocie z lekko świecącymi oczami, żyjącej w głębi jaskini. Co roku przed świętami pisał listy od Świętego Mikołaja do swoich dzieci. Początkowo oszczędne w formie, z roku na rok były rozbudowywane o obrazki np. z elfami czy goblinami. Jednocześnie kończył prace nad zbiorem opowiadań. Cykl nie miał gotowego zakończenia, a niektóre opowiadania były napisane w formie streszczenia. Zbiór został wydany pośmiertnie jako Księga zaginionych opowieści.
W 1925 roku zwolniła się posada kierownika katedry Rawlinsona i Boswortha języka staroangielskiego w Oksfordzie. Tolkien zgłosił swoją kandydaturę i otrzymał to stanowisko. W 1926 roku założył w kręgu kolegów nieformalne koło Coalbiters, którego uczestnicy spotykali się regularnie, aby czytać islandzkie sagi w oryginale, tj. w języku staronordyckim. Od 1927 roku do grupy należał też C.S. Lewis (Opowieści z Narnii), który poznał Tolkiena 11 maja 1926 roku, a wkrótce po przyjęciu do klubu stał się jego najbliższym przyjacielem. Lewis po początkowej niechęci wspierał zainicjowaną przez Tolkiena reformę planu nauczania, kładącą większy nacisk na połączenie nauki o języku i wiedzy o literaturze, która to reforma została w 1931 roku zaakceptowana przez wydział. Mimo początkowych różnic w światopoglądzie (gdy się poznali, Lewis był ateistą), mężczyzn połączyła silna przyjaźń trwająca czterdzieści lat, aż do śmierci C.S. Lewisa.

### HobbitorazWładca Pierścieni

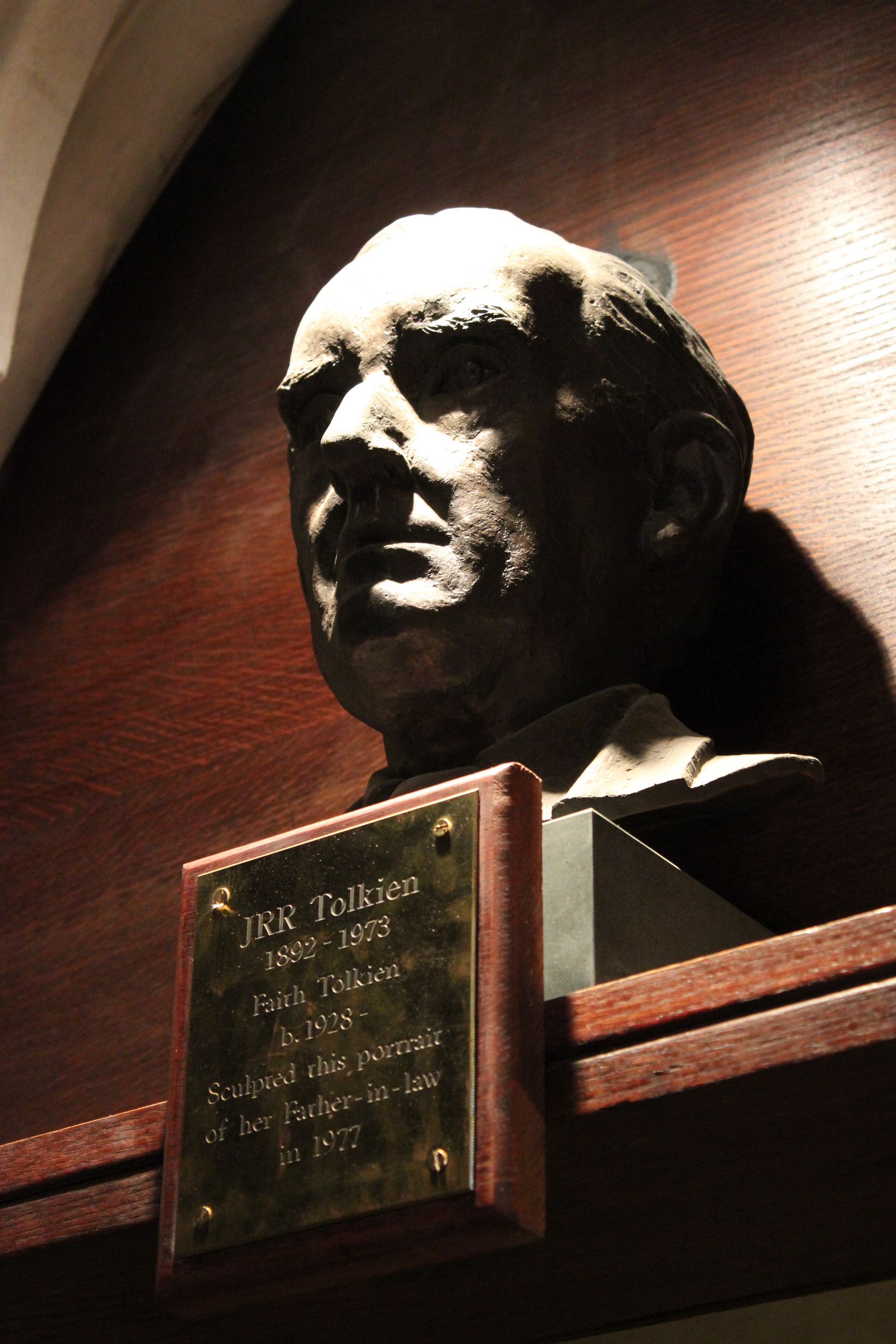
Popiersie Tolkiena w Oksfordzie

Nie jest znana dokładna data rozpoczęcia prac nad Hobbitem, ale przyjmuje się, że był to początek lat 30. Pewnego dnia, sprawdzając egzaminy studentów, napisał na kartce In a hole in the ground there lived a hobbit. Z biegiem czasu książka miała coraz więcej rozdziałów, które często czytał podczas spotkań klubu Inklingów. W pewnym momencie przerwał pisanie historii, której koniec opowiedział swoim dzieciom. Za pośrednictwem byłej studentki Tolkiena wydawnictwo Allen&Unwin zwróciło uwagę na jego powieść, które po pozytywnej recenzji syna wydawcy, Raynera Unwina, zostało opublikowane w 1937 roku. Niedługo po wydaniu wydawnictwo poprosiło o kontynuację. Pisarz przesłał m.in. szkice Silmarillionu i opowiadania Pan Błysk, Rudy Dżil i jego pies i Łazikanty, jednak wszystko zostało odrzucone, ponieważ zdaniem Stanleya ludzie chcieli czytać o hobbitach. Na wyraźne życzenie wydawnictwa Tolkien rozpoczął pracę nad książką z dalszym ciągiem opowieści, która na początku, podobnie jak Hobbit, była pomyślana jako książka dla dzieci. W 1938 roku postanowił, że książka będzie przeznaczona dla bardziej dojrzałych czytelników i wymyślił tytuł Władca Pierścieni.
Wybuch II wojny światowej nie miał większego wpływu na życie pisarza. Opóźnienia były spowodowane głównie perfekcjonizmem Tolkiena. Wielokrotnie wracał do wcześniejszych rozdziałów, wprowadzając różne zmiany i poprawki. Pod koniec 1940 roku przerwał pisanie na prawie rok. Gdy wydawnictwo Allen&Unwin odrzuciło warunek wydania jego pełnej mitologii (Władca Pierścieni i Silmarillion) bez możliwości uprzedniego wglądu w rękopisy, Tolkien zaoferował wydanie swojego dzieła Wydawnictwu Collins. Po początkowym entuzjazmie wydawnictwo zaczęło domagać się skrócenia znacznych części tekstu, na co Tolkien nie chciał się zgodzić. Z tego powodu zwrócił się do swojego poprzedniego wydawnictwa. Stanley Unwin stwierdził, że objętość książki może być problemem i zaproponował wydanie jej w trzech częściach. Tolkien kategorycznie odmówił, uważając, że jest to jedna całość. Rayner Unwin, który jeszcze jako dziecko był recenzentem Hobbita, teraz, będąc młodym wydawcą, przyjął książkę. Pierwszy tom Władcy Pierścieni został wydany latem 1954 roku, tom drugi w listopadzie, a trzeci w październiku 1955 roku.
Na początku lat 60. pojawiła się w USA nieautoryzowana kopia Władcy Pierścieni wydawnictwa Ace Books. Było to tańsze, wydane w miękkiej oprawie wydanie skierowane głównie do studentów. Tolkien, odpisując na wiele listów, zaczął do każdego z nich dodawać notatkę, że ta wersja jest nieautoryzowana, wobec czego czytelnicy przestali kupować tę edycję i naciskali wydawcę na wstrzymanie produkcji. Po silnych protestach Tolkien Society i pomocy od Science Fiction Writers of America wydawnictwo zadeklarowało koniec sprzedaży po wyczerpaniu zapasów. Spór ten spowodował wzrost popularności książek Tolkiena, głównie w środowisku akademickim. W 1965 roku sprzedano około 100 tysięcy Władcy Pierścieni wydanych przez Ace Books. W tym okresie wydanie autoryzowane kupiło ponad milion osób.

### Ostatnie lata życia

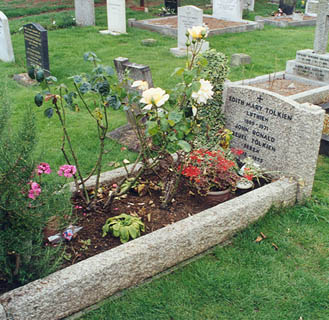
Grób Edith i J.R.R. Tolkiena w Oksfordzie

W 1968 przeprowadził się wraz z żoną Edith do położonego na południowym wybrzeżu Anglii miasta Poole. Ten okres życia Tolkien spędził pracując nad Silmarillionem, którego jednak do końca życia nie ukończył i który dopiero po jego śmierci został wydany przez jego syna Christophera. W Poole Edith czuła się lepiej niż w Oksfordzie. Znalazła nowych znajomych, z którymi spędzała dużo czasu. Tolkien cierpiał na samotność i brak starych przyjaciół. Edith zmarła tam w 1971 roku. Po tym zdarzeniu Tolkien wrócił do Oksfordu, gdzie zamieszkał na uczelni w budynku kolegium Merton. W czerwcu 1972 dostał doktorat honoris causa w Oksfordzie za wkład w filologię, a dokładnie rok później w Edynburgu. W 1972 roku dostał także Order Imperium Brytyjskiego drugiego stopnia. W 1973 roku zmarł w wieku 81 lat w szpitalu w Bournemouth, gdzie odwiedzał znajomych. Trafił tam z krwotokiem z wrzodu żołądka, po czym wywiązało się zapalenie płuc. Grób małżonków znajduje się w katolickiej części cmentarza Wolvercote w Oksfordzie. Na płycie grobowej znajdują się ich nazwiska, a także imiona „Beren” i „Lúthien” – symbol wiecznie trwającej miłości.

### Genealogia rodu Tolkienów
Według jednej z hipotez rodzina Tolkienów miała niemieckie (saskie) korzenie (nazwisko Tolkien ma duże podobieństwo do niemieckiego słowa tollkühn, czyli waleczny), jednak od wielu pokoleń mieszkała w Anglii. Według drugiej nazwisko może pochodzić od miejscowości Tolkynen, czyli dzisiejszej wsi na Mazurach – Tołkiny i rodu Tolk, ta nazwa zaś od pruskiego słowa tolks oznaczającego tłumacza. Jakkolwiek sam J.R.R. Tolkien uważał, że jego ród wywodzi się z Saksonii, według badań przeprowadzonych przez Ryszarda Derdzińskiego rodzina Tolkienów przybyła do Anglii z końcem XVIII w. z Gdańska. Wedle jego ustaleń ród pisarza pochodzi z terenu pruskiej Natangii, a pierwsze jego ślady sięgają końca średniowiecza. W roku 1356 źródła odnotowały imię Tulkin. Należało ono do wolnego osadnika, który zamieszkiwał majątek Wogau (obecnie Lermontowo) w pobliżu Iławy Pruskiej (ob. Bagrationowsk). Jego potomkowie żyli w tym rejonie aż do XVI wieku, przekształcając się z wolnych ludzi w poddanych junkrom chłopów.
W latach 20. XVII w. Friedrich Tolkien, syn Jacoba, zamieszkał w Krzyżborku (ob. Sławskoje). Tolkienowie byli w Krzyżborku piekarzami, szewcami, żołnierzami tamtejszego garnizonu, a jeden z nich, Ernst, został skarbnikiem miejskim, a następnie w latach 1798–1818 burmistrzem. Wcześniej, w latach 30. XVIII w. Christian Tolkien wyemigrował do Gdańska, gdzie był m.in. artylerzystą garnizonu miasta, Jego dwaj synowie, Daniel Gottlieb (1746–1813) i Johann Benjamin (1752–1819), przenieśli się przez Amsterdam do Londynu w okresie tzw. plag pruskich. Od starszego z nich pochodzi amerykańska gałąź rodziny Tolkienów. Młodszy zajmował się zegarmistrzostwem i handlem porcelaną, a jego syn i wnuk byli muzykami. Prawnuk, Arthur, ojciec Johna Ronalda Reuela, był urzędnikiem bankowym.

## Wpływ na gatunek
Podczas gdy pokrewne gatunki takie jak fantastyka naukowa (H. G. Wells, Edgar Allan Poe) i horror (Washington Irving, Oscar Wilde) były popularne w XIX wieku, utwory fantasy nie były szeroko rozpowszechnione. Pojedyncze dzieła fantasy zdobyły pewną popularność np. Bogowie Pegany czy The Well at the World’s End, jednak sukces literatury fantasy skierowanej do dzieci (Alicja w Krainie Czarów, Czarnoksiężnik z Krainy Oz) utworzył przekonanie, że ten gatunek służy młodszym odbiorcom.
Sukces komercyjny Hobbita i jej kontynuacji Władca Pierścieni doprowadził bezpośrednio do popularyzacji i ukształtowania powojennego gatunku fantasy. Spowodowało to, że Tolkien jest powszechnie identyfikowany jako „ojciec” literatury fantasy. Naukowiec Tom Shippey, opisując twórczość pisarza, stwierdził: „nie sądzę, by jakikolwiek współczesny pisarz epickiej fantasy zdołał uciec przed piętnem Tolkiena, bez względu na to, jak wielu z nich próbowało”. John Clute, pisząc w The Encyclopedia of Fantasy, uznał Tolkiena za najważniejszego autora fantasy XX wieku.
Na potrzeby swoich prac Tolkien stworzył fikcyjne rasy, takie jak elfy, orki, wróżki czy krasnoludy.
Twórczość Tolkiena była inspiracją dla wielu innych pisarzy m.in. Ursula Le Guin i jej cykl Ziemiomorze. Podobnie było z J.K. Rowling i jej serią książek Harry Potter, gdzie czarodziej Albus Dumbledore został wykreowany na podstawie Gandalfa.

## Upamiętnienie

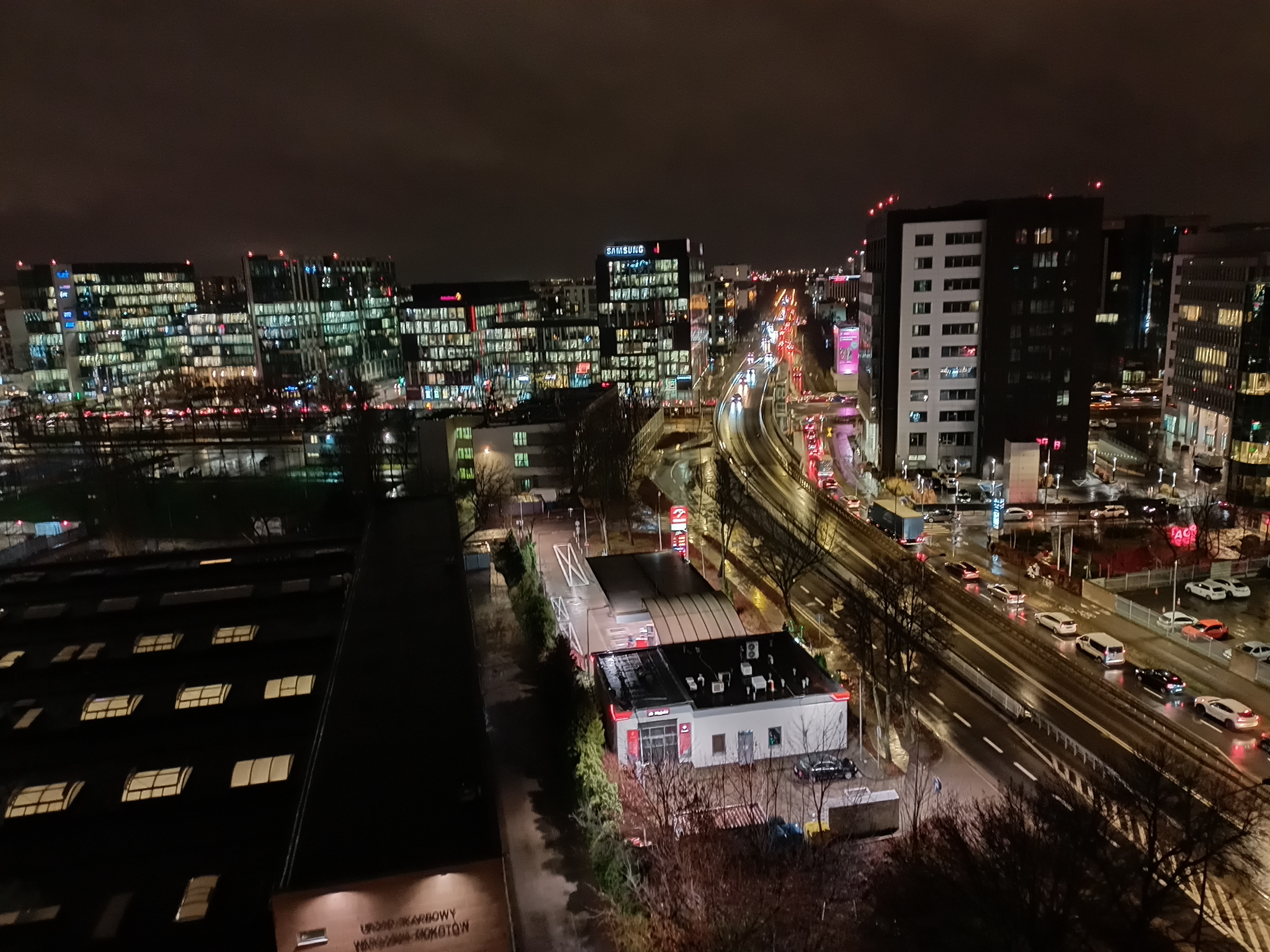
Mordor nocą

Zarówno Tolkien jak i fikcyjne postacie i miejsca z jego dzieł stały się inspiracją do nazwania wielu rzeczywistych obiektów. Obejmują one m.in. obiekty astronomiczne np. gwiazdę Earendel i asteroidy Bilbo i Tolkien, nazwy ulic i części miasta Mordor w Warszawie. Nazwane na cześć postaci i przedmiotów ze świata Tolkiena są także trzy szczyty w kanadyjskim paśmie górskim Cadwallader Range – Mount Shadowfax, Mount Gandalf i Mount Aragorn, prywatne firmy, takie jak Palantir Technologies czy ponad 200 taksonów.
25 marca The Tolkien Society organizuje Dzień Czytania Tolkiena. Po raz pierwszy zorganizowano go 25 marca 2003 roku.

## Twórczość
Tolkien jest autorem fikcyjnego kontynentu Śródziemie, w którym osadził wydarzenia ze swoich dzieł m.in. powieści Hobbit, czyli tam i z powrotem (1937) i Władca Pierścieni (1954–1955), a także opowiadań i wierszy. Na jego dorobek artystyczny składają się również prace akademickie omawiające literaturę fantasy Potwory i krytycy, a także był autorem prozatorskiej wersji staroangielskiego poematu Beowulf – Beowulf. Przekład i komentarz. Po śmierci, jego niedokończone dzieła wydawane były po wcześniejszej redakcji jego syna Christophera Tolkiena. Podczas prac nad książkami Tolkien jednocześnie tworzył fikcyjne języki używane przez różne rasy Śródziemia, np. quenya czy sindarin.